# Athyrium caudiforme
Athyrium caudiforme är en majbräkenväxtart som beskrevs av Ren-Chang Ching. Athyrium caudiforme ingår i släktet Athyrium och familjen Athyriaceae. Inga underarter finns listade.